# Botești (gmina)
Botești – gmina w Rumunii, w okręgu Neamț. Obejmuje miejscowości Barticești, Botești i Nisiporești. W 2011 roku liczyła 4989 mieszkańców.